# Michael Stryger
Michael Stryger (født 15. maj 1983) er en dansk fodboldspiller. Han har tidligere spillet for SønderjyskE, Lolland-Falster Alliancen, FC Roskilde samt Vejle-Kolding.